# Кусинское городское поселение
Кусинское городско́е поселе́ние — муниципальное образование в Кусинском районе Челябинской области Российской Федерации.
Административный центр — город Куса.

## История
Статус и границы городского поселения установлены Законом Челябинской области от 9 июля 2004 года № 244-ЗО «О статусе и границах Кусинского муниципального района, городских и сельских поселений в его составе»

## Население
| 2010    | 2011    | 2012    | 2013    | 2014    | 2015    | 2016    |
| ------- | ------- | ------- | ------- | ------- | ------- | ------- |
| 18 879  | ↘18 867 | ↘18 645 | ↘18 358 | ↘18 018 | ↘17 830 | ↘17 589 |
| 2017    | 2018    | 2019    | 2020    | 2021    | 2023    |         |
| ↘17 436 | ↘17 203 | ↘16 981 | ↘16 791 | ↗17 204 | ↘17 002 |         |

## Состав городского поселения
| № | Населённый пункт | Тип населённого пункта        | Население |
| - | ---------------- | ----------------------------- | --------- |
| 1 | Движенец         | посёлок                       | ↘42       |
| 2 | Куса             | город, административный центр | ↘16 934   |
| 3 | Кусинские Печи   | посёлок                       | ↘32       |

Упразднены - Чеславка (2023)